# ヘルクレス・セーヘルス
ヘルクレス・セーヘルス（Hercules Pieterszoon Seghers 、姓は Segersとも、1589年ころ – 1638年ころ）はオランダの黄金時代の画家、版画家である。独創的な風景画を描き、版画家として新しい手法を創造したことで知られる。

## 略歴
ハールレムで生まれた。父親はフランドル出身の布商人で、セーヘルスがまた幼い、1596年に家族はアムステルダムに移った。アムステルダムで風景画家のギリス・ファン・コーニンクスロー(Gillis van Coninxloo: 1544-1607)の弟子になったが、ファン・コーニンクスローは1607年に亡くなってしまった。多くの師の作品を父親と競売で買い取ることになった。
1612年に父親が亡くなりハールレムに戻り、ハールレムの聖ルカ組合に加入した。この時、風俗画家のエサイアス・ファン・デ・フェルデやウィレム・バイテウェッヘも聖ルカ組合に加入した。1614年にアムステルダムに移り、翌年、16歳年上の女性と結婚し、1619年か1920年にアムステルダムのリンデンフラハトに大きな邸を買った。1631年までに借金で邸を売ることになり、1633年に、ユトレヒトに移り、スタジオを開いた。経済的状況は改善せず、デン・ハーグに移り、1638年までに、そこで亡くなったと推定されている。いくつかの言い伝えでは酒に酔って階段から落ちて死んだと伝えている。
幻想的な風景画を描き、版画の分野では、着色された紙や布の上に色刷りにする方法や、手着色、またエッチング、ドライポイント、アクアチントなどさまざまな版画の技法を試みた。

## 作品

### 油絵

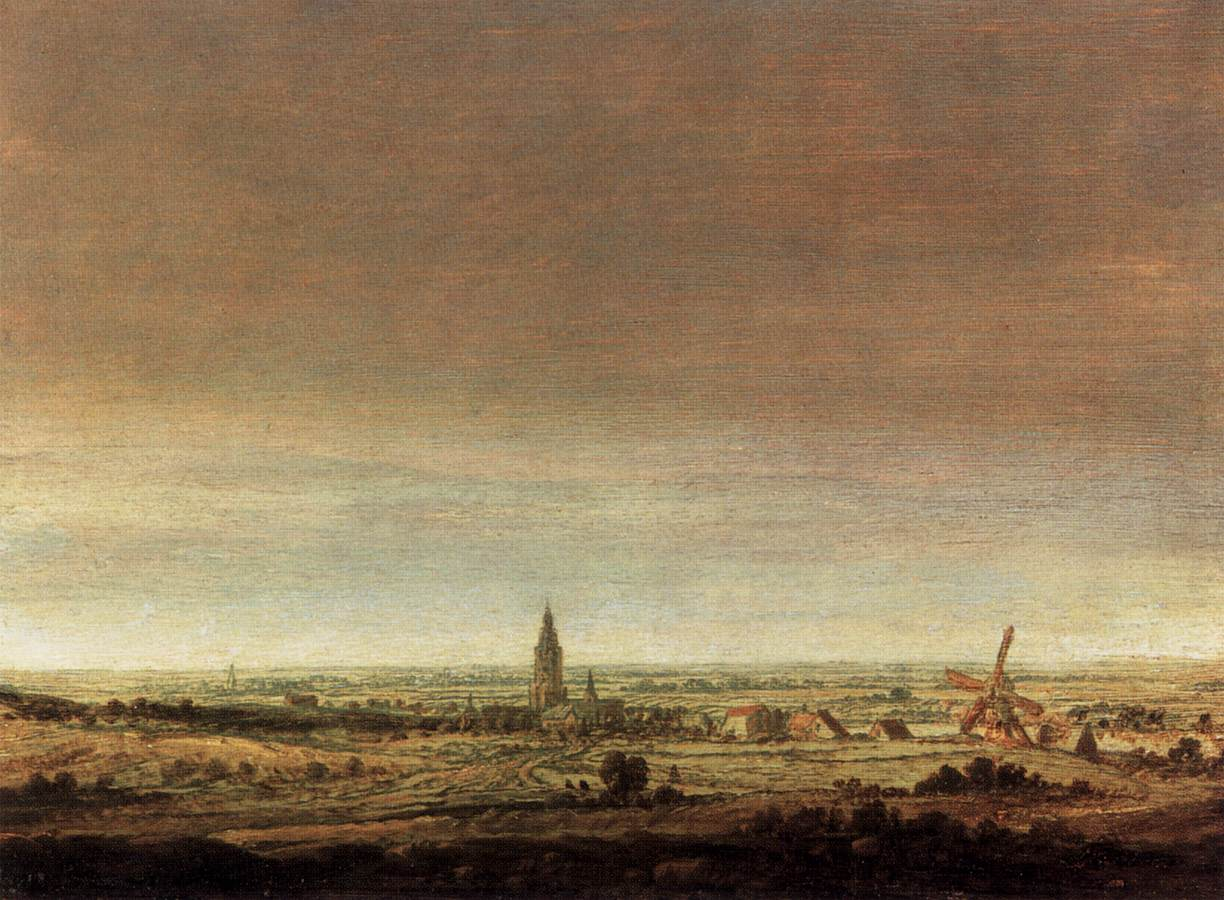
川辺の都市の風景(1627/1629)
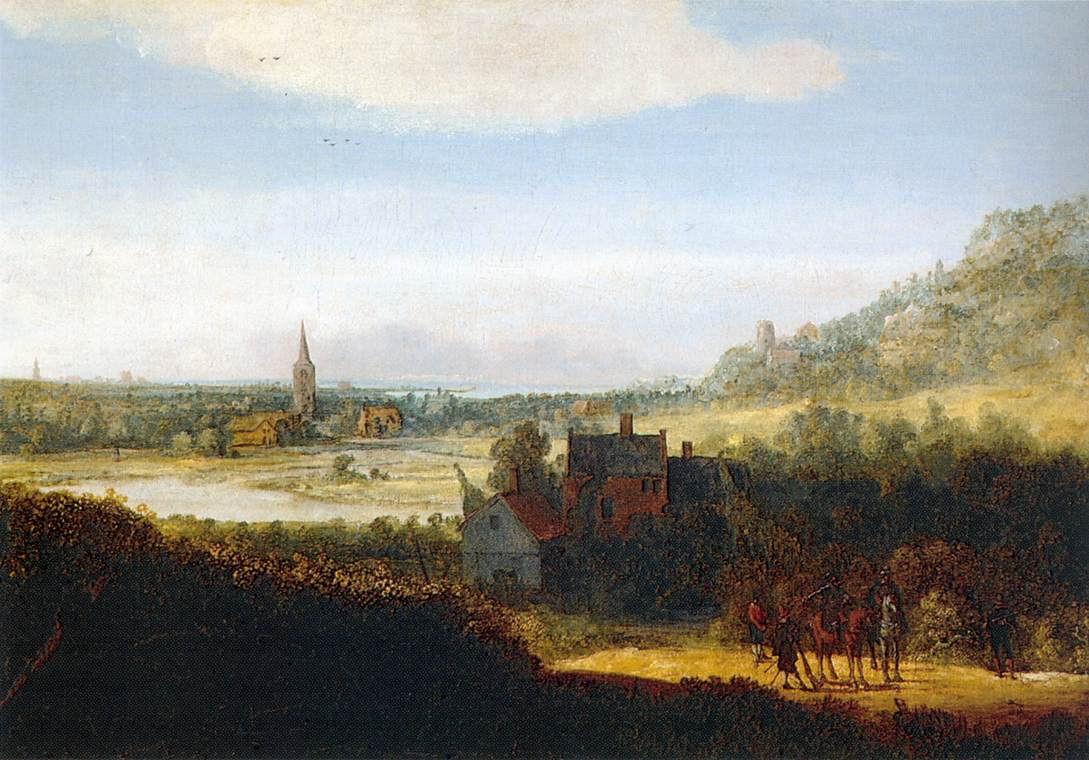
武装した人々のいる風景画(1925/1935)
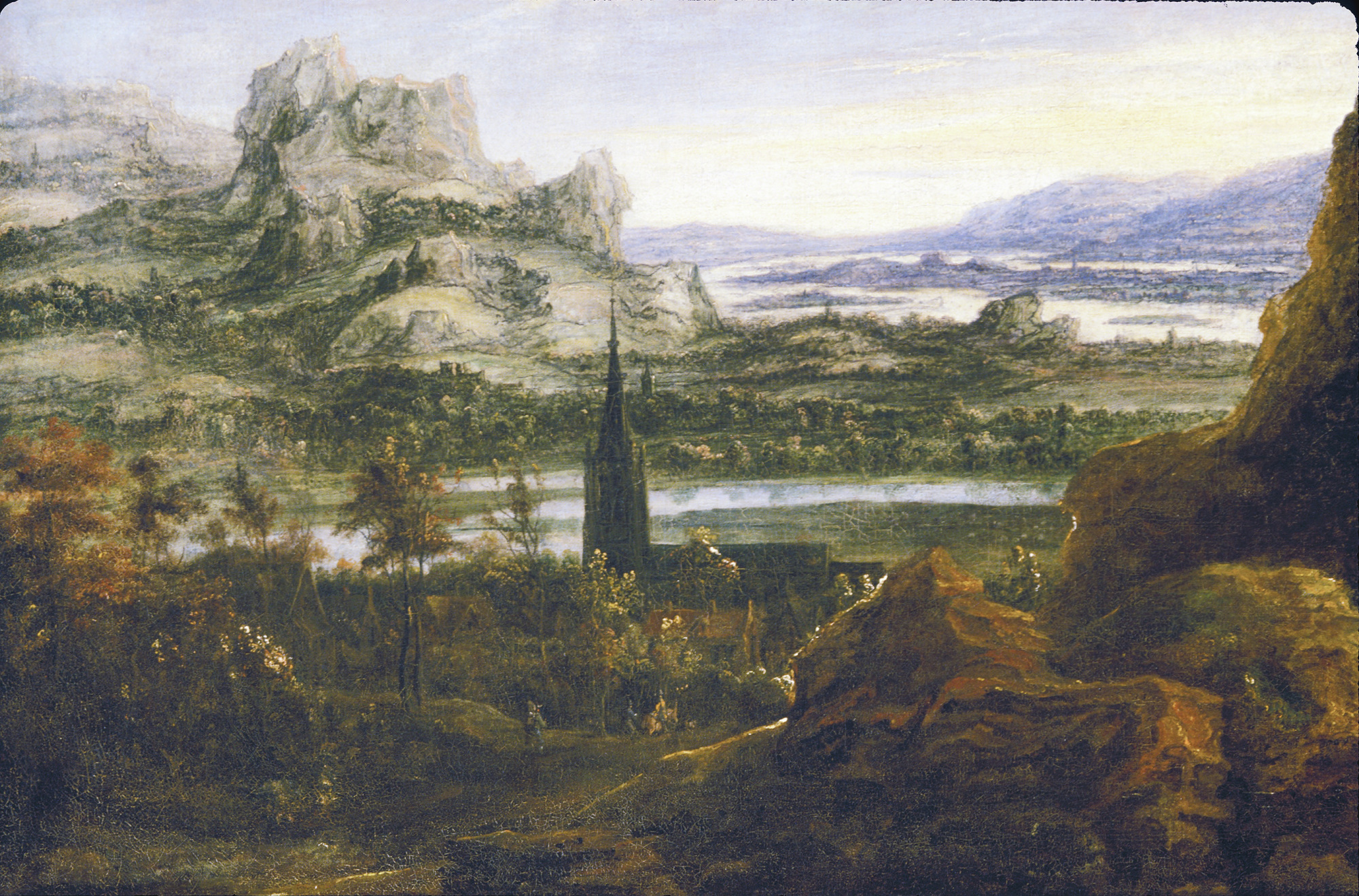
川の風景

### 版画・素描

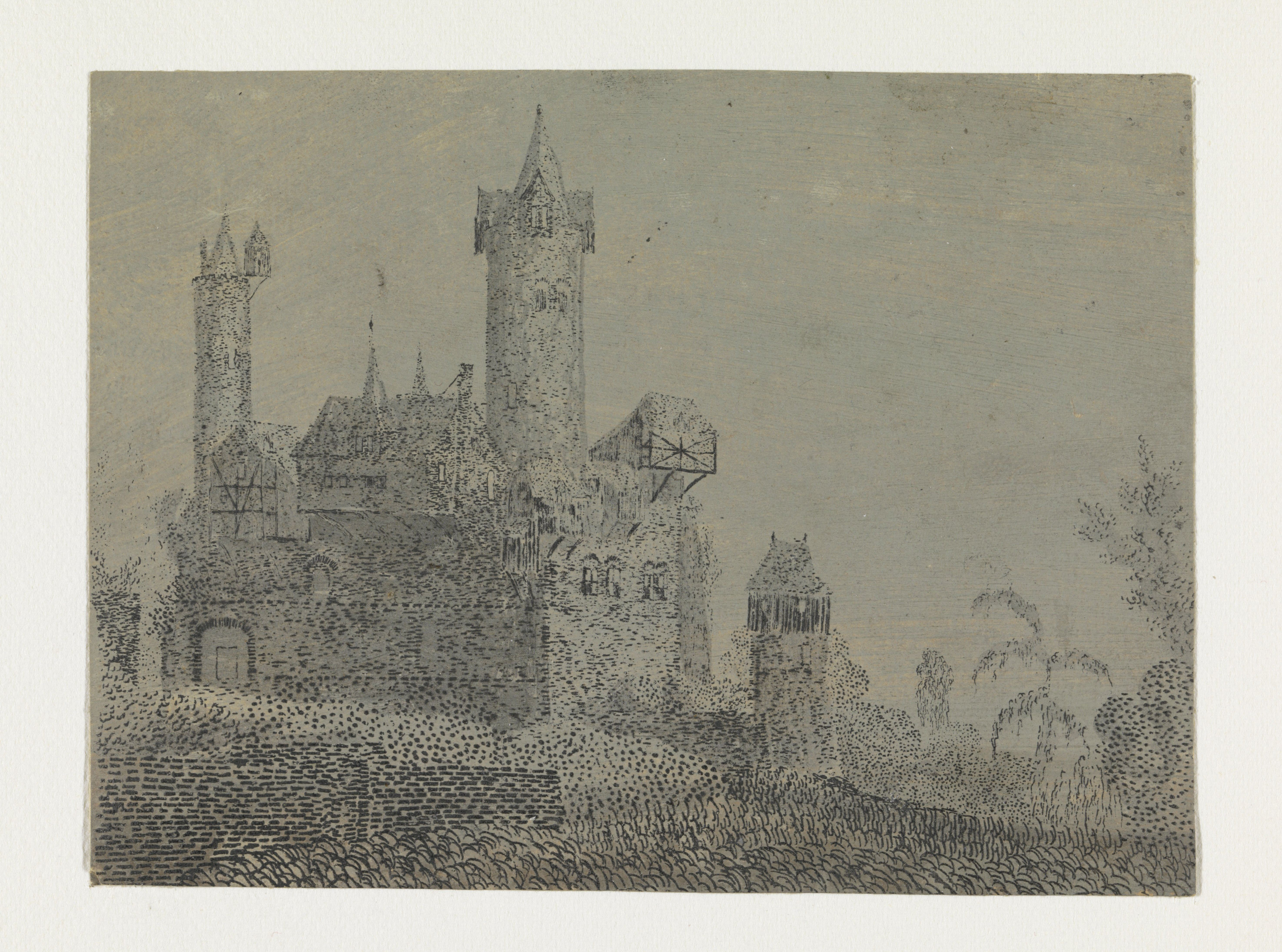
高い塔と城(c.1622-c.1625)
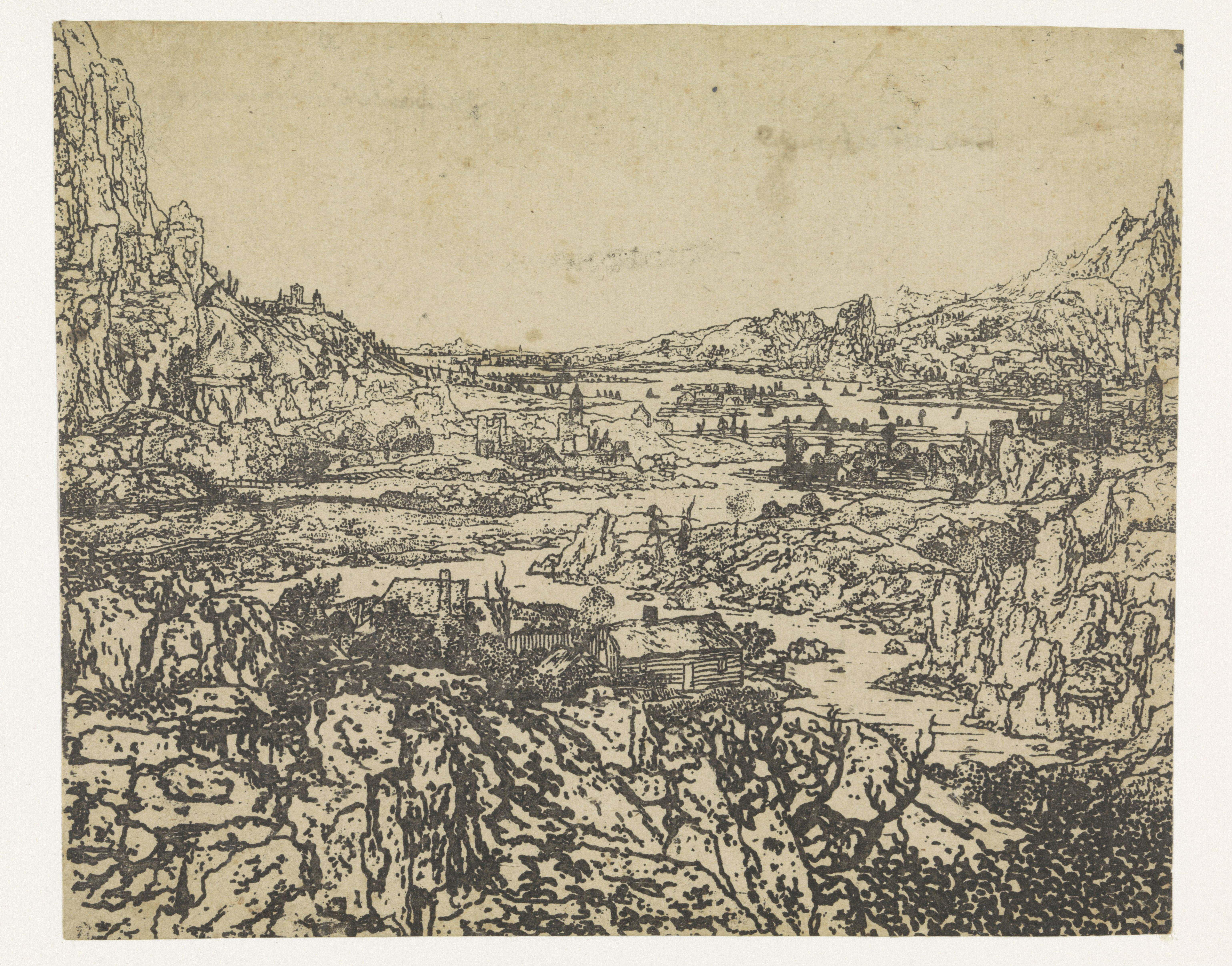
山中の蛇行する川(c.1622-c.1625)
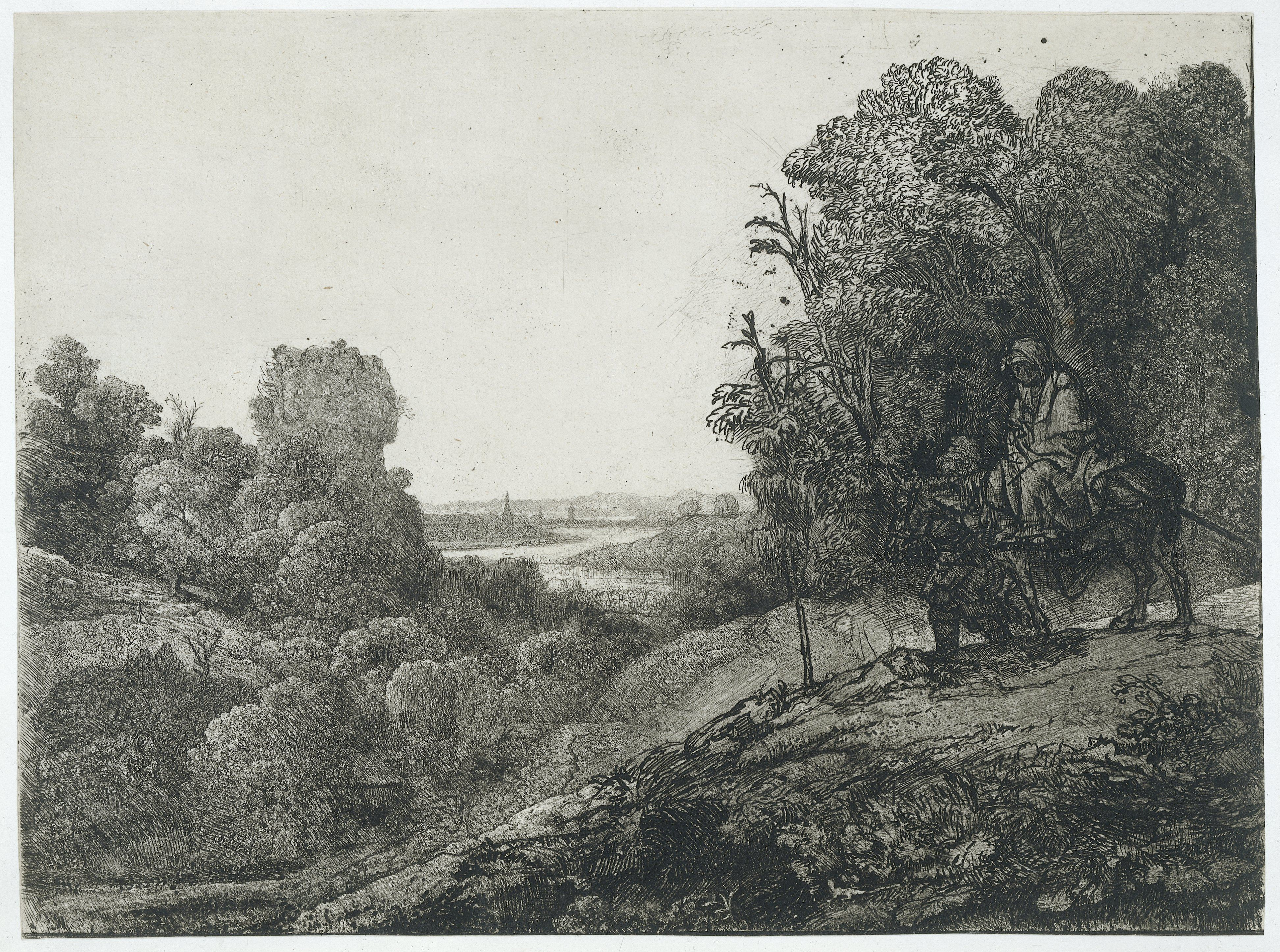
エジプトへの逃避
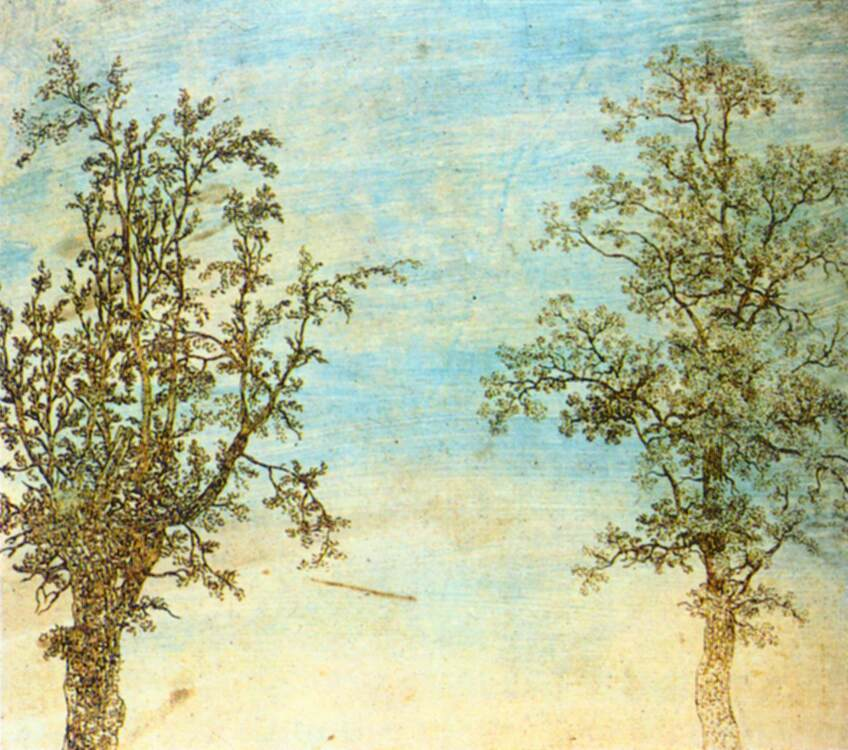
多色版画